# 星川 (横浜市)
星川（ほしかわ）は、神奈川県横浜市保土ケ谷区の町名。現行行政地名は星川一丁目から星川三丁目で、住居表示実施済。

## 地理
保土ケ谷区中部にあり、南東が一丁目、北西が三丁目となっている。北東端を帷子川が流れ、一丁目の高台には旧武蔵国における延喜式内社「杉山神社」の論社の一つともされる、星川杉山神社が鎮座している。川の近くを相模鉄道が走っており、一丁目に快速停車駅の星川駅が置かれ、三丁目は和田町駅に近い。また三丁目には横浜新道が通り、新保土ヶ谷IC方面への入口専用の星川ICがある。
星川駅から帷子川を挟んだ対岸の川辺町は区役所や保土ケ谷警察署・保土ヶ谷郵便局のある行政の中心地であり、星川側にも公会堂と図書館が置かれている。

### 面積
面積は以下の通りである。
| 丁目       | 面積（km²） |
| ---------- | ----------- |
| 星川一丁目 | 0.179       |
| 星川二丁目 | 0.152       |
| 星川三丁目 | 0.206       |
| 計         | 0.537       |

### 地価
住宅地の地価は、2025年（令和7年）1月1日の公示地価によれば、星川2-9-4の地点で32万1000円/m²となっている。

## 歴史

### 町名の由来
星川の地名は平安時代に記された和名類聚抄にも見られ、松や杉の木立で鬱蒼としており昼なお暗く、川の流れに星影を映したといわれたことに由来する説がある。

### 沿革
かつての橘樹郡下星川村で、1889年（明治22年）4月1日に和田村と合併、宮川村大字下星川となる。宮川村は1909年4月1日に保土ケ谷町に編入。保土ケ谷町は1927年（昭和2年）4月1日に横浜市に編入され、同年10月1日の区制施行により保土ケ谷区星川町となる。1976年11月29日、住居表示の実施（保土ケ谷区第一次地区）に伴い、星川町全域と川辺町・神戸町・桜ケ丘・花見台・明神台の各一部から星川一丁目 - 三丁目を新設。

## 世帯数と人口
2025年（令和7年）6月30日現在（横浜市発表）の世帯数と人口は以下の通りである。
| 丁目       | 世帯数    | 人口    |
| ---------- | --------- | ------- |
| 星川一丁目 | 1,622世帯 | 2,729人 |
| 星川二丁目 | 971世帯   | 1,779人 |
| 星川三丁目 | 1,259世帯 | 2,153人 |
| 計         | 3,856世帯 | 6,661人 |

### 人口の変遷
国勢調査による人口の推移。
| 年                 | 人口  |
| ------------------ | ----- |
| 1995年（平成7年）  | 7,087 |
| 2000年（平成12年） | 6,970 |
| 2005年（平成17年） | 6,765 |
| 2010年（平成22年） | 6,690 |
| 2015年（平成27年） | 6,749 |
| 2020年（令和2年）  | 6,777 |

### 世帯数の変遷
国勢調査による世帯数の推移。
| 年                 | 世帯数 |
| ------------------ | ------ |
| 1995年（平成7年）  | 2,890  |
| 2000年（平成12年） | 3,006  |
| 2005年（平成17年） | 3,058  |
| 2010年（平成22年） | 3,258  |
| 2015年（平成27年） | 3,437  |
| 2020年（令和2年）  | 3,712  |

## 学区
市立小・中学校に通う場合、学区は以下の通りとなる（2024年11月時点）。
| 丁目       | 番地                         | 小学校             | 中学校                 |
| ---------- | ---------------------------- | ------------------ | ---------------------- |
| 星川一丁目 | 17番15〜16号                 | 横浜市立桜台小学校 | 横浜市立岩崎中学校     |
| 星川一丁目 | 1番〜17番14号 17番17号〜25番 | 横浜市立星川小学校 | 横浜市立岩崎中学校     |
| 星川二丁目 | 全域                         | 横浜市立星川小学校 | 横浜市立保土ケ谷中学校 |
| 星川三丁目 | 1〜8番 12〜23番              | 横浜市立星川小学校 | 横浜市立保土ケ谷中学校 |
| 星川三丁目 | 9〜11番                      | 横浜市立星川小学校 | 横浜市立橘中学校       |

## 事業所
2021年（令和3年）現在の経済センサス調査による事業所数と従業員数は以下の通りである。
| 丁目       | 事業所数  | 従業員数 |
| ---------- | --------- | -------- |
| 星川一丁目 | 117事業所 | 760人    |
| 星川二丁目 | 76事業所  | 967人    |
| 星川三丁目 | 58事業所  | 530人    |
| 計         | 251事業所 | 2,257人  |

### 事業者数の変遷
経済センサスによる事業所数の推移。
| 年                 | 事業者数 |
| ------------------ | -------- |
| 2016年（平成28年） | 249      |
| 2021年（令和3年）  | 251      |

### 従業員数の変遷
経済センサスによる従業員数の推移。
| 年                 | 従業員数 |
| ------------------ | -------- |
| 2016年（平成28年） | 1,913    |
| 2021年（令和3年）  | 2,257    |

## 交通

### 鉄道
- 相模鉄道 相鉄本線
  - 星川駅

### 道路
- 国道1号 横浜新道
  - 星川インターチェンジ

## 施設
- 横浜星川郵便局
- 保土ケ谷警察署 星川交番
- いなげや 横浜星川駅前店
- 古河電池本社

## その他

### 日本郵便
- 郵便番号 : 240-0006[3]（集配局：保土ヶ谷郵便局[18]）

### 警察
町内の警察の管轄区域は以下の通りである。
| 丁目       | 番・番地等 | 警察署         | 交番・駐在所 |
| ---------- | ---------- | -------------- | ------------ |
| 星川一丁目 | 全域       | 保土ケ谷警察署 | 星川交番     |
| 星川二丁目 | 全域       | 保土ケ谷警察署 | 星川交番     |
| 星川三丁目 | 全域       | 保土ケ谷警察署 | 星川交番     |

## 参考資料
- 『県別マップル 神奈川県広域・詳細道路地図』2006年4刷 昭文社 ISBN 9784398626998
- “横浜市町区域要覧” (PDF).   横浜市市民局 (2016年6月). 2023年6月6日閲覧。